# Јуки Јатоми
Јуки Јатоми (енгл. Yumi Yatomi; 16. фебруар 1985) професионални је рагбиста и репрезентативац Јапана. Његова примарна позиција је деми, а секундарна крило. Тренутно игра за Јамаха јубило, екипу која се такмиче у јапанској топ лиги и за Санвулвсе, јединог јапанског представника у најјачој рагби лиги на свету. Дебитовао је за Јапан против Јужне Кореје 2006. Био је део репрезентације Јапана на светском првенству 2007., одржаном у Француској, где је одиграо две утакмице у групној фази. Укупно је постигао 2 есеја у 14 утакмица за Јапан.